# سفارة البرتغال في أوكرانيا
سفارة البرتغال في أوكرانيا هي أرفع تمثيل دبلوماسي لدولة البرتغال لدى أوكرانيا. تقع السفارة في كييف وهي تهدف لتعزيز المصالح البرتغالية في أوكرانيا.

## وصلات خارجية
- الموقع الرسمي
- قائمة سفارات البرتغال
- قائمة السفارات في أوكرانيا